# Chevrolet Advance Design
Chevrolet Advance Design — серія вантажівок легкої та середньої вантажопідйомності від Chevrolet, їх перший серйозний модернізований дизайн після Другої світової війни. Його аналогом GMC був GMC New Design. Він був представлений як більший, міцніший і витончений дизайн порівняно з попередньою серією AK. Ці вантажівки вперше були представлені в суботу, 28 червня 1947 року, і продавалися з різними незначними змінами протягом багатьох років до 25 березня 1955 року, коли вантажівки серії Task Force замінили модель Advance-Design.
Для всіх вантажівок, включаючи Suburban, панельні вантажівки, купольні експреси та кабіни, використовувалася одна і та ж базова конструкція. Кабіни використовували ту саму базову конфігурацію кабіни та схожу решітку радіатора, але використовували коротший і вищий капот і інші крила. Унікальна кабіна над крилами та капотом вимагала спеціальної зони капота, що робить кабіну над кабіною двигуна та звичайними кабінами вантажівок несумісними одна з одною, тоді як кабіни всіх вантажівок будь-якої маси міняються.
З 1947 по 1955 рік вантажівки Chevrolet були номером один за продажами в Сполучених Штатах, а оновлені версії продавалися в магазинах GMC.

## Chevrolet Advance Design COE
Chevrolet Advance Design COE — це велика вантажівка з буровою установкою. COE означає кабіна над двигуном.

## Галерея

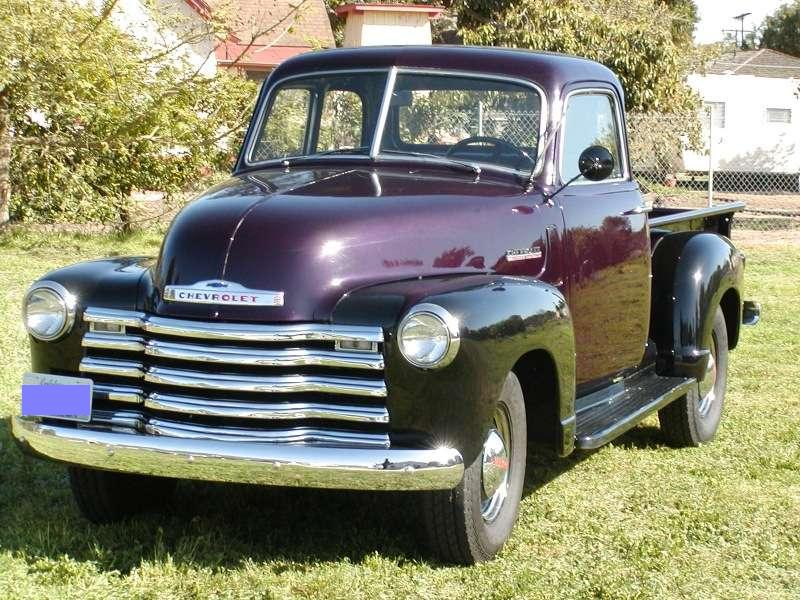
1948 Chevrolet Thriftmaster pickup truck
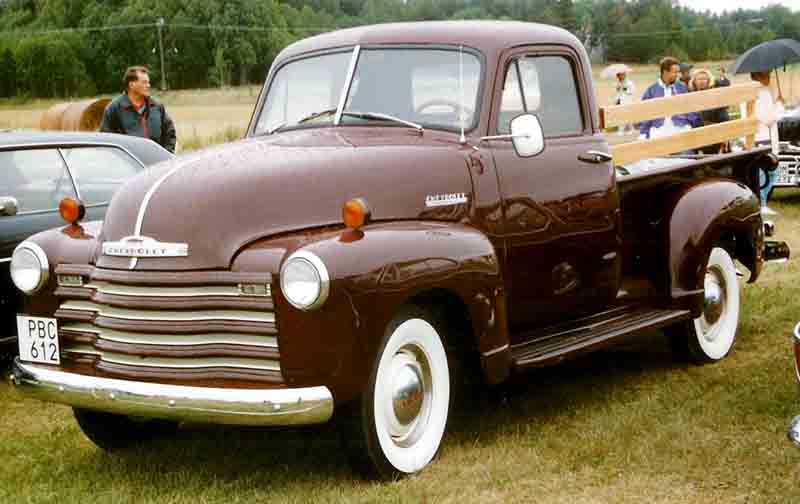
1951 Chevrolet Advance Design
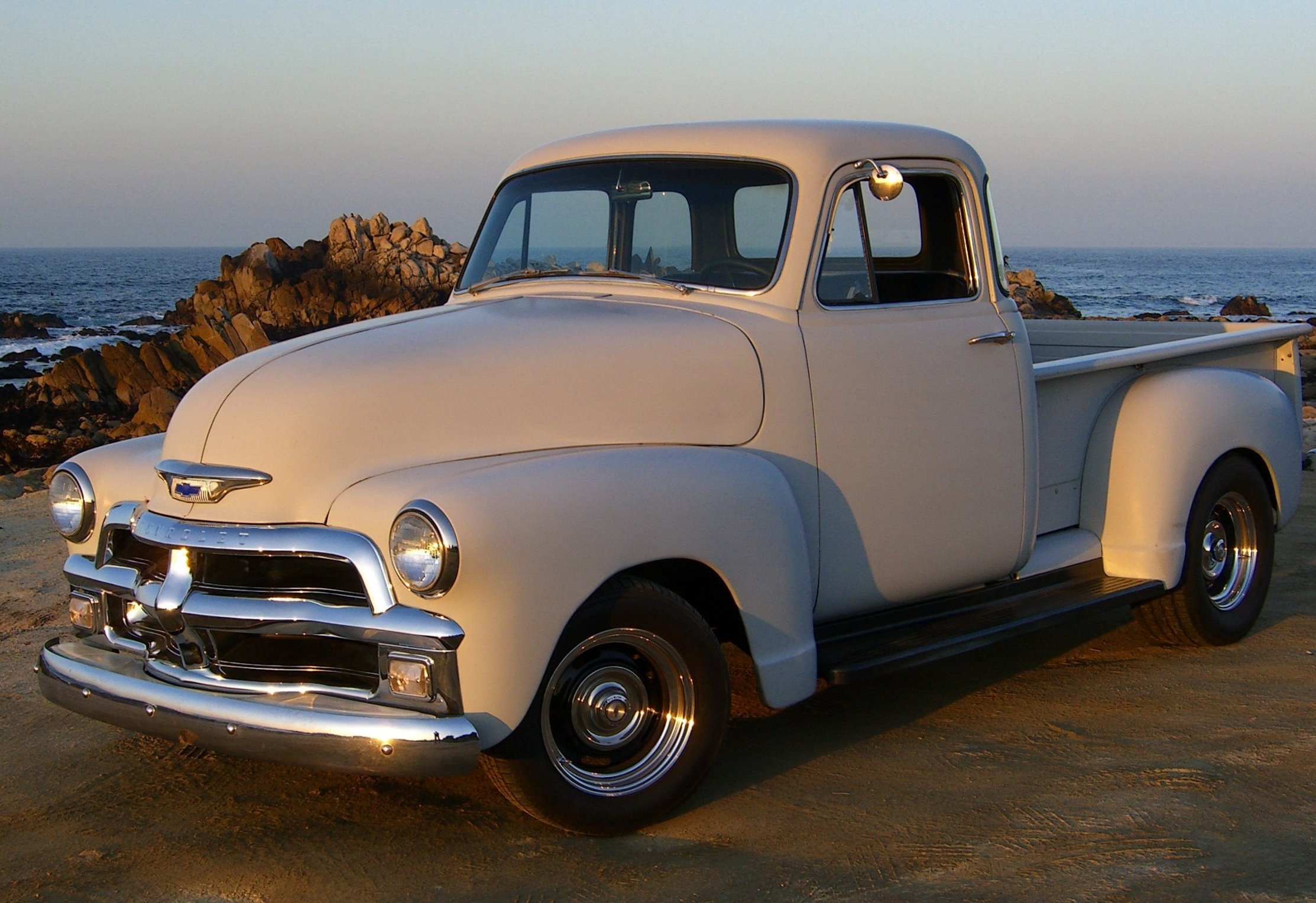
1954 Chevrolet 3100
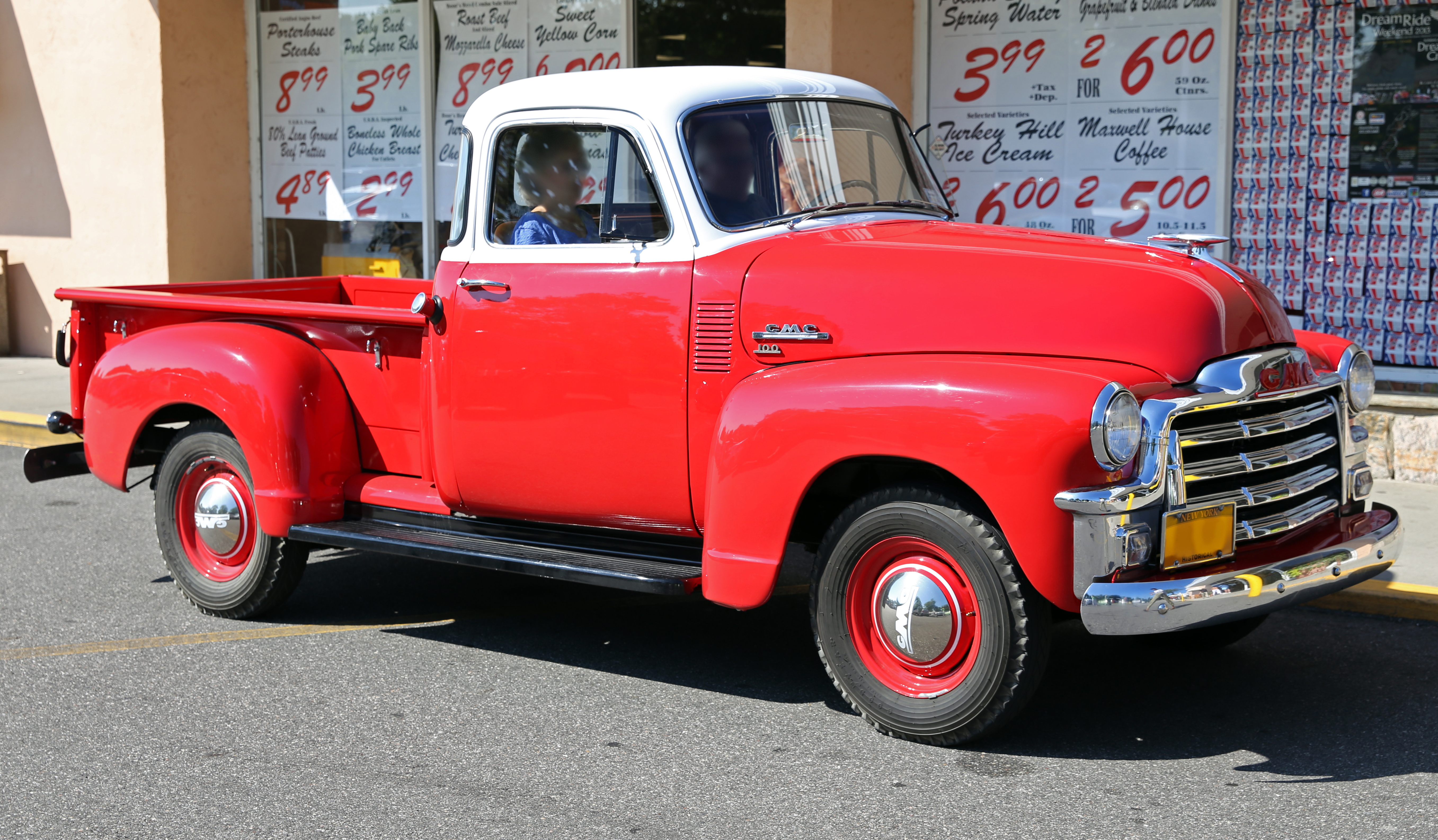
1954 GMC 100
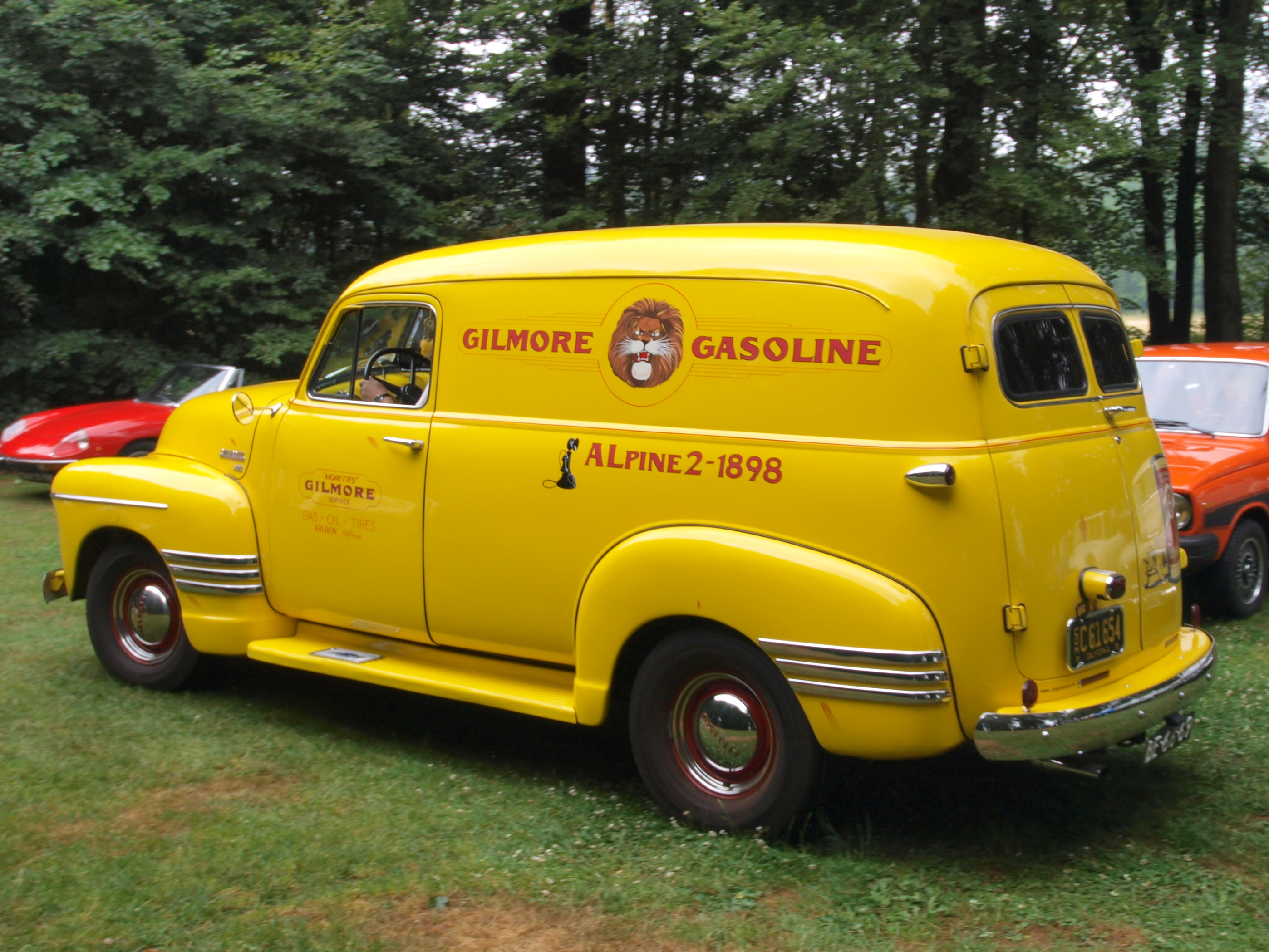
1951 Chevrolet 3100 panel van
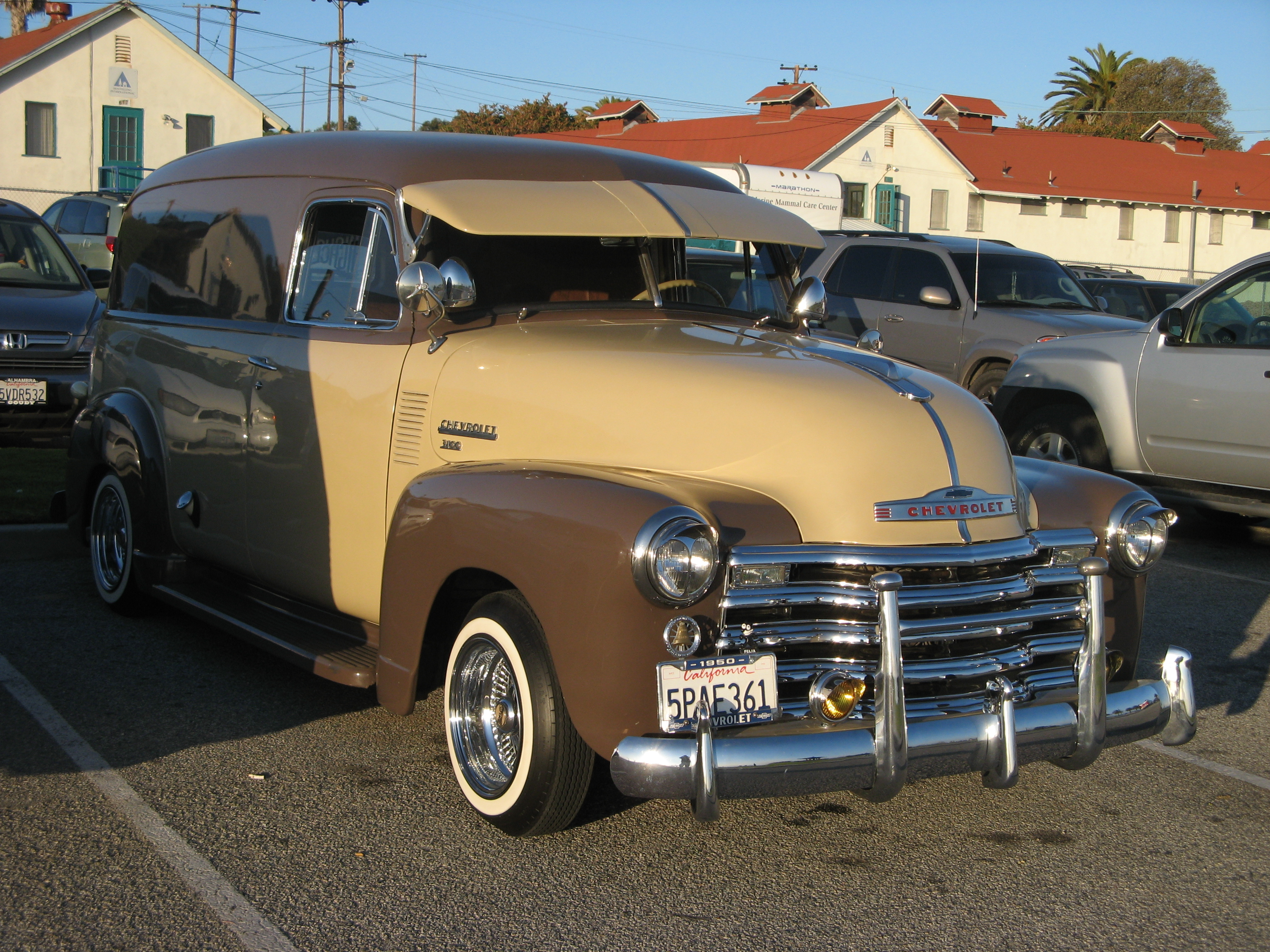
Chevrolet 3100
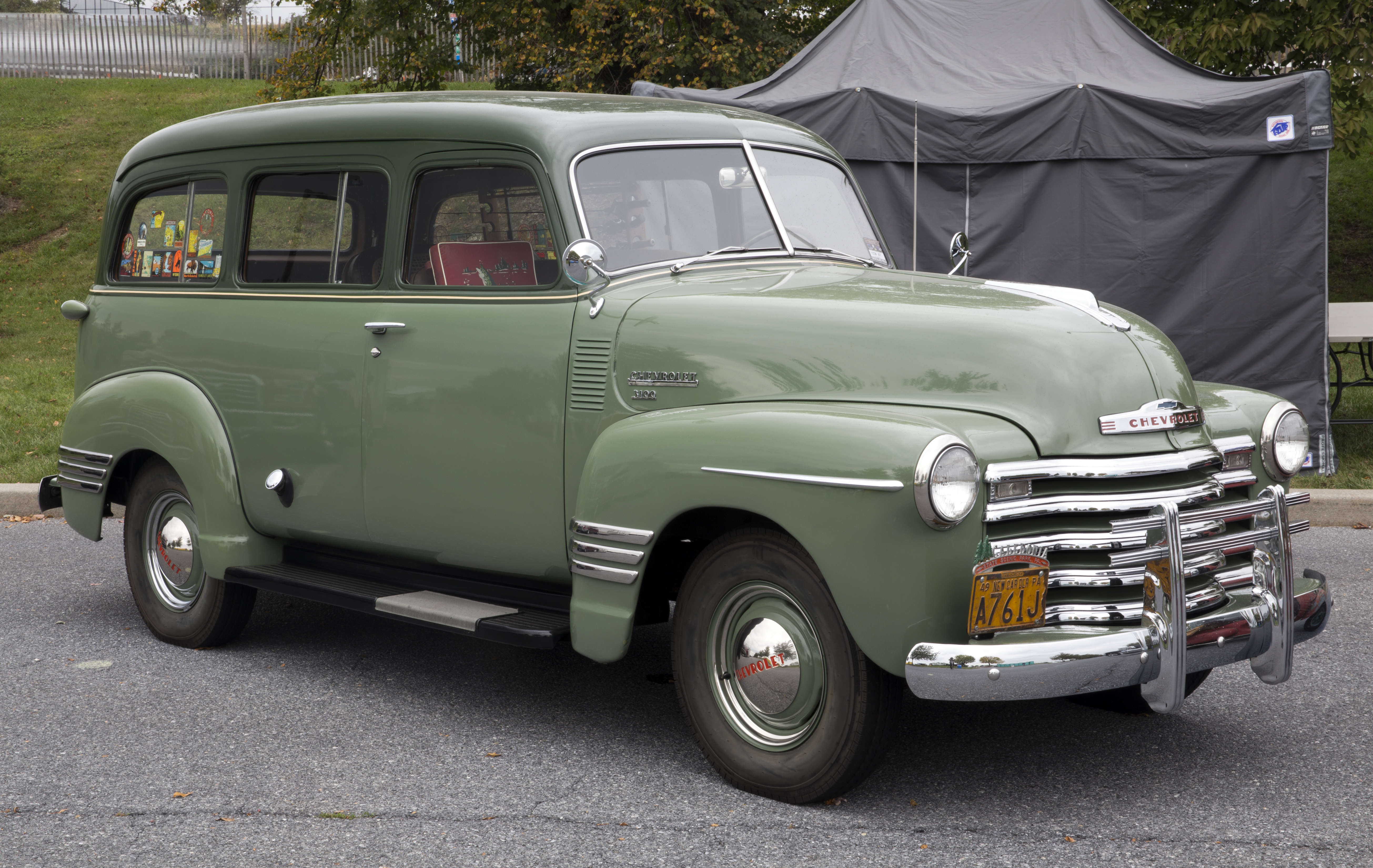
1949 Chevrolet Suburban